# کائو یینگ
کائو یینگ (انگلیسی: Cao Ying؛ زادهٔ ۲۳ نوامبر ۱۹۷۴) تیرانداز زن اهل چین بود. وی در بازی‌های المپیک تابستانی ۲۰۰۰ و ۲۰۰۴ حضور داشته‌است.